# Samsung Galaxy S4 Mini
Samsung Galaxy S4 Mini là một điện thoại thông minh Android được phát triển bởi nhà sản xuất Hàn Quốc Samsung Electronics. Được công bố vào ngày 31 tháng 3 năm 2013 và phát hành vào tháng 7 năm 2013, S4 Mini là phiên bản tầm trung của chiếc điện thoại thông minh chủ lực Galaxy S4 và là thiết bị kế nhiệm của Galaxy S III Mini. Nó có thiết kế phần cứng và tính năng phần mềm tương tự như phiên bản cao cấp của nó.

## Thiết bị kế nhiệm
Thiết bị kế nhiệm Galaxy S4 Mini là Galaxy S5 Mini. Nó được công bố ngày 30 tháng 5 năm 2014, và sau đó được phát hành vào tháng 7 năm 2014.